# نورما بيكروفت
نورما بيكروفت هي ملحنة كندية، ولدت في 11 أبريل 1934 في أوشاوا في كندا.

## وصلات خارجية
- نورما بيكروفت على موقع ميوزك برينز (الإنجليزية)